# María de la Purificación Vidal Pastor
María de la Purificación Vidal Pastor foi uma mártir católica, morta durante a Guerra Civil Espanhola. Solteira e leiga, foi martirizada em virtude de sua manifestação pública de religiosidade, sendo beatificada pelo papa João Paulo II em 11 de março de 2001.